# Bödefeld

Bödefeld est un village de Rhénanie-du-Nord-Westphalie qui compte 1 220 habitants. Depuis 1975, il fait partie de la ville de Schmallenberg.